# 护小蚁蛛
护小蚁蛛（学名：Micaria rossica）为平腹蛛科小蚁蛛属的动物。分布于全北区以及中国大陆的新疆等地，一般栖息于花丛或林间草丛石下。其生存的海拔范围为1400至900米。该物种的模式产地在欧洲。